# Pachyatheta mortuorum
Pachyatheta mortuorum är en skalbaggsart som först beskrevs av Thomson 1867.  Pachyatheta mortuorum ingår i släktet Pachyatheta, och familjen kortvingar. Arten är reproducerande i Sverige.